# イヴァン・デイヴィス
イヴァン・ロイ・デイヴィス・ジュニア（Ivan Roy Davis Jr., 1932年2月4日 - 2018年3月12日）は、アメリカ合衆国出身のピアノ奏者。
テキサス州エレクトラの出身。12歳で叔母にピアノの手ほどきを受け、北テキサス大学ミュージック・カレッジでシルヴィオ・ションティに師事。フルブライト奨学金を得てサンタ・チェチーリア国立アカデミアでカルロ・ゼッキの薫陶を受けた。1956年にフェルッチョ・ブゾーニ国際ピアノ・コンクールで第二位を獲得。1959年にニューヨークでリサイタルを開いてデビューを飾った。1960年にはニューヨーク・タウン・ホールで行われたフランツ・リスト・ピアノ・コンクールで優勝。故ウラディミール・ホロヴィッツに師事し、同じくホロヴィッツに師事したマルタ・アルゲリッチとも交流があった。1966年よりフロリダ州のマイアミ大学で教鞭を執る。
2018年3月12日、脳卒中のため死去。